# Обична масница
Обична масница (лат. Pinguicula vulgaris) је вишегодишња инсективорна биљка из породице мешинки.

## Опис
Расте до висине од 3 до 16 cm, и има љубичаст (понекад и бео) цвет дужине 15 mm, понекад и дужи, и облика левка. Ова масница насељава влажна станишта, као што су тресетишта и мочваре, најчешће на ниским надморским висинама. Има циркумбореално распрострањење и аутохтона је у скоро свакој европској земљи, као и у Русији, Канади и Сједињеним Државама. С обзиром на чињеницу да насељава станишта са хладним зимама, производи зимски мирујући изданак - хибернакулум. У Европи живе три форме: P. vulgaris f. bicolor која има беле и љубичасте латице, P. vulgaris f. albida која има у потпуности беле латице и P. vulgaris f. alpicola која има веће цветове. Таксономски статус ових форми није званично признат.

## Станиште
Живи на влажним стаништима сиромашним хранљивим материјама, углавном на тресетиштима и у мочварама.

## Распрострањење
Има циркумбореално распрострањење и аутохтона је у скоро свакој европској земљи, као и у Русији, Канади и Сједињеним Државама. За обичну масницу се зна да је насељавала тресетиште на месту данашњег Власинског језера, али је након настанка истог ишчезла. Могуће је да настањује Јабучко равниште на Старој планини. У Босни и Херцеговини расте на Ливањском, Гатачком и Гламочком пољу.